# سفارة البرازيل في ألمانيا
سفارة البرازيل في ألمانيا هي أرفع تمثيل دبلوماسي لدولة البرازيل لدى ألمانيا. تقع السفارة في برلين وهي تهدف لتعزيز المصالح البرازيلية في ألمانيا.

## وصلات خارجية
- الموقع الرسمي
- قائمة سفارات البرازيل
- قائمة السفارات في ألمانيا